# Fred Ward
Fred Ward (født 30. december 1942 i San Diego, Californien, USA, død 8. maj 2022) var en amerikansk skuespiller, filmproducer og model.
Ward begyndte sin filmkarriere i 1979 sammen med Clint Eastwood i Flugten fra Alcatraz. Han medvirkede i Manøvre med døden, Mænd af den rette støbning, Remo Williams, hans selvproducerede film Miami Blues, Ormen, Henry & June, The Player, Short Cuts, Alle disse kvinder, Høj pistolføring 33 1/3: Den ultimative fornærmelse, Tremors 2: Aftershocks, Kædereaktion, Road Trip, Management samt som karakterskuespiller i mange action-, drama-, komedie og thrillerfilm. Ward var også model og arbejdede sammen med Lara Stone, Linda Evangelista, Dree Hemingway og Beri Smither.[kilde mangler] Han medvirkede i Pirelli Calendar i 1998.[kilde mangler]

## Udvalgt filmografi
- 1979: Flugten fra Alcatraz – John Anglin
- 1981: Manøvre med døden – Korporal Lonnie Reece
- 1983: Mænd af den rette støbning – Virgil Grissom
- 1983: Silkwood – Morgan
- 1985: Remo Williams – Remo Williams
- 1988: Alle disse kvinder – Roone Dimmick
- 1990: Henry & June – Henry Miller
- 1990: Ormen – Earl Bassett
- 1990: Miami Blues – Sgt. Hoke Moseley
- 1992: The Player – Walter Stuckel
- 1993: Short Cuts – Stuart Kane
- 1994: Høj pistolføring 33 1/3: Den ultimative fornærmelse – Rocco Dillon
- 1995: Un bruit qui rend fou – Frank
- 1996: Tremors 2: Aftershocks – Earl Bassett
- 1996: Kædereaktion – FBI-agent Leon Ford
- 2000: Road Trip – Earl Edwards
- 2002: Sweet Home Alabama – Earl Smooter
- 2008: Management – Jerry Flux